# 天然壩 (阿肯色州)
天然壩（英語：Natural Dam）是位於美國阿肯色州克勞福德縣的一個非建制地區。該地的面積和人口皆未知。

## 地理
天然壩的座標為35°38′55″N 94°23′41″W / 35.64861°N 94.39472°W，而該地的平均海拔高度為202米（即663英尺）。